# Pierre Le Gentil
Pierre Le Gentil (Vertus, 1 de novembre de 1906 - 15 d'octubre de 1989) fou un romanista i hispanista francès.

## Vida i obra
Va estudiar a París, primer al Lycée Henri IV i a partir de 1926 a l'École normale supérieure on fou alumne d'Alfred Jeanroy i de Mario Roques. El 1930 va obtenir l'agregació (professor de secundària) de "gramàtica". De 1932 a 1936 va ser professor a l'institut d'Orléans i va iniciar els recerques en poesia lírica espanyola i portuguesa medievals. Va ser professor a la Universitat de Coimbra el curs 1936-37. Va passar encara pel Lycée Buffon de París abans de ser nomenat professor a la Universitat de Rennes.
Va ser mobilitzat en la guerra i fet presoner el 1940; no seria alliberat fins a 1945 i va recuperar el seu lloc de treball a Rennes. El 1947 es va doctorar amb les tesis La poésie lyrique espagnole et portugaise à la fin du Moyen Âge (2 vol, Rennes 1949-1953, Ginebra, 1981) i Le virelai et le villancico. Le problème des origines arabes (París 1954). El 1948 va esdevenir catedràtic a la Sorbona, en la càtedra de literatura medieval que havia quedat sense titular per la mort d'Albert Pauphilet. Hi va restar fins a la jubilació el 1972.
Deixà nombroses publicacions en forma d'articles i de llibres, bastants destinats als estudiants. El 1955, fou un dels membres fundadors de la Société Rencesvals. També ho fou el 1969 Société de langue et de littérature d'oc et d'oïl.
Fou fill del romanista lusista Georges Le Gentil.